# Ameropterus consors
Ameropterus consors is een insect uit de familie van de vlinderhaften (Ascalaphidae), die tot de orde netvleugeligen (Neuroptera) behoort. 
Ameropterus consors is voor het eerst wetenschappelijk beschreven door Gerstäcker in 1894.